# Túnel de Gaiman

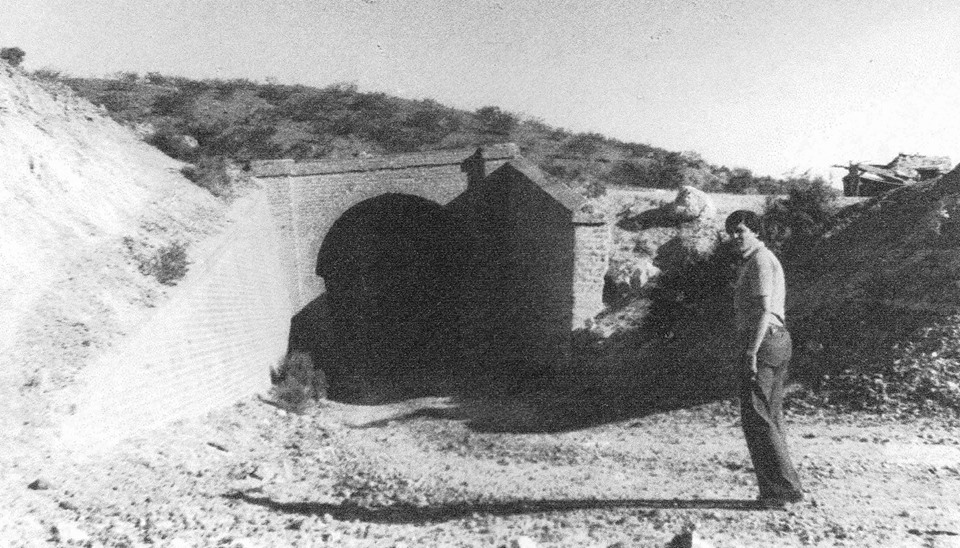
Imagen de la salida del túnel en los años 1960 tras el levantamiento de las vías

El túnel ferroviario de Gaiman es un túnel de tipo ferroviario perteneciente al patrimonio histórico del ex Ferrocarril Central del Chubut. Presenta una forma curva de 282 metros de longitud y ubicado en la homónima localidad de la provincia del Chubut, Argentina. Su construcción es en ladrillos y demandó una importante obra de ingeniería que sirvió para atravesar las bardas y continuar teniendo vías hasta el pueblo de Dolavon.
Es el último punto del ferrocarril, junto con algunas exestaciones, que conserva parte significativa de la vía histórica tras el levantamiento sufrido.
Por su estilo, magnitud y conservación es considerado por expertos como la obra de arte más importante con la que contó este ferrocarril.

## Historia y características
Originalmente, el túnel no fue planeado ya que el plan original contemplaba que las vías atravesaran Gaiman por el faldeo de las lomas, ocupando buena parte de los escasos terrenos disponibles dada la ajustada ubicación del pueblo entre el río y las bardas. Cuando la compañía Central del Chubut decidió extender la vía por Gaiman encontró la oposición del pueblo que le negó el paso fácil al ferrocarril alegando que se comprometía el tránsito y aspecto del pueblo. Como respuesta a esto la compañía extendió las vías con la ayuda de un túnel en las bardas para sortear el obstáculo. De este modo, fue construido en 1914 por el Ferrocarril Central del Chubut, con el propósito de extender la línea desde la estación Gaiman hacia la estación Dolavon, con un apeadero intermedio en el kilómetro 95 de la red. Su construcción demandó una descomunal obra de ingeniería. Además, para que el tren pudiera ingresar al túnel fue necesario cambiar la traza de las vías desde un punto anterior a la estación, determinando que ésta y el galpón quedaran fuera de ruta. De esta forma, para entrar hasta las instalaciones y luego retomar la vía las formaciones debían hacer una maniobra de retroceso.
Ubicado en el kilómetro 85.687 de la vía desde Puerto Madryn, el túnel fue construido con ladrillos, los durmientes usados eran de madera de quebracho y las vías habían sido usadas anteriormente por el Ferrocarril del Sud. La obra fue hecha por mineros de los yacimientos de carbón en el sur de Gales. Ellos llegaron al valle inferior del río Chubut con la promesa de concesiones de tierras agrícolas, que resultaron ser casi desiertas. Muchos de ellos abandonaron su tarea, y debieron llegar obreros polacos.
El tren cuando pasaba por el túnel ocasionaba impresión en algunos pasajeros frecuentemente.
El túnel, según el itinerario 1960, imponía una reducción obligada en la velocidad a las formaciones. En sus 300 metros el tren debía circular a velocidad máxima de 15 kilómetros por hora.
Esta línea de ferrocarril empleó este túnel hasta el año 1961 en que fue clausurada.
El túnel conserva once refugios, donde antiguamente los peatones se guarecían al pasar el tren.
A mediados de 2015 el túnel fue remodelado y en su interior cuenta con once módulos de información audiovisual en tres idiomas (español, galés e inglés) sobre la historia del Ferrocarril del Chubut.
Actualmente, es de suma importancia turística e histórica ya que es uno de los pocos lugares que aún preserva vías en lo que fue el tendido de este ferrocarril. Por este motivo, la municipalidad logró instalar el paseo con infografías, que relatan en forma cronológica el inicio, desarrollo y clausura del mismo.
Además, por  su importancia se nombró a un barrio  en inmediaciones  "El Túnel"".
En 2019 se instaló dentro de la estructura un sistema del video vertical. El mismo está disponible en forma permanente para todos los visitantes en varios idiomas. Además, contó con la participación de los pobladores de Gaiman. El video se instaló en uno de los descansos adaptando el formato de video al estilo arquitectónico del lugar. Por último, se recordó que el túnel cuenta con ingreso libre y gratuito, debiendo acercarse previamente a la oficina de Informes.
También, en 2019 la municipalidad organizó eventos culturales en el sitio histórico.
La propuesta cultural  se siguió repitiendo en diciembre de 2022 el túnel tuvo un nuevo giro gracias a las remodelaciones que pusieron en valor a la construcción histórica. Las mismas permitieron paseos itinerantes en el interior del Túnel. En esa ocasión la temática fue navideña e incluyó grupos musicales.
Hasta 2020 Gaiman disponía de un segundo acceso paralélelo a ruta Nacional 25; el cual recorría el viejo trazado del ferrocarril y desembocaba cerca del túnel. Sin embargo, la municipalidad para incrementar los controles en medio del a pandemia de coronavirus anuló este viejo camino. De este modo, hoy el túnel ya no es accesible desde la ruta y solo se puede acceder al pueblo por la ruta nacional.
Las últimas imágenes de 2023 mostraron a la estructura con excelente conservación, cartelería y con una buena porción de vías fuera del túnel. Además, el túnel está completamente integrado a los atractivos turísticos de Gaiman.

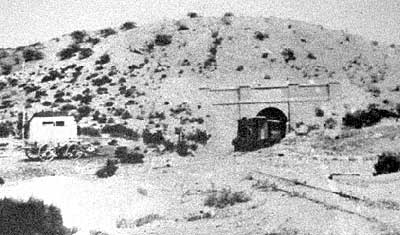
Un tren saliendo del túnel durante sus primeros años de funcionamiento.

## Galería de imágenes

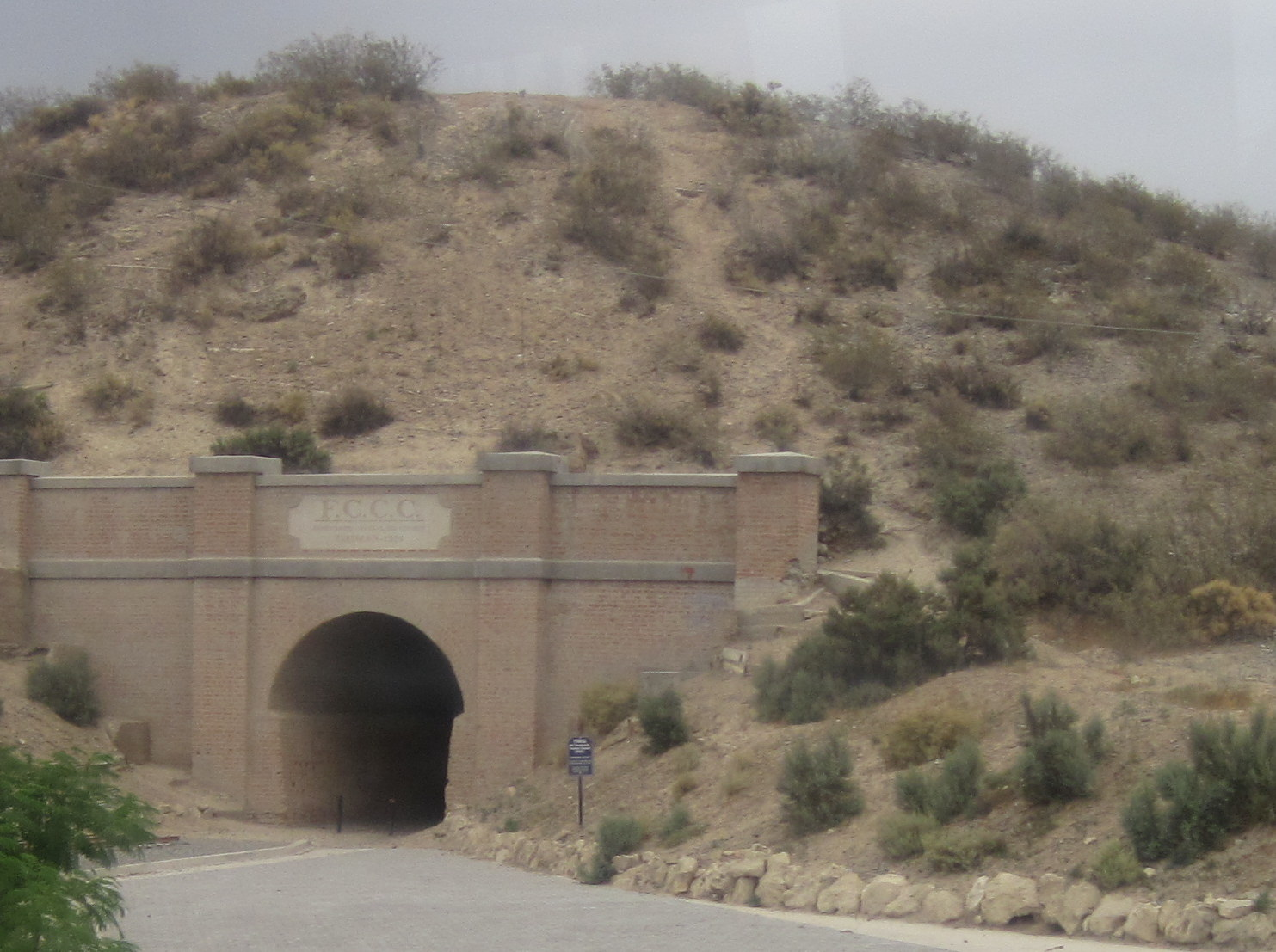
Hoy una calle pavimentada se extiende en las afueras
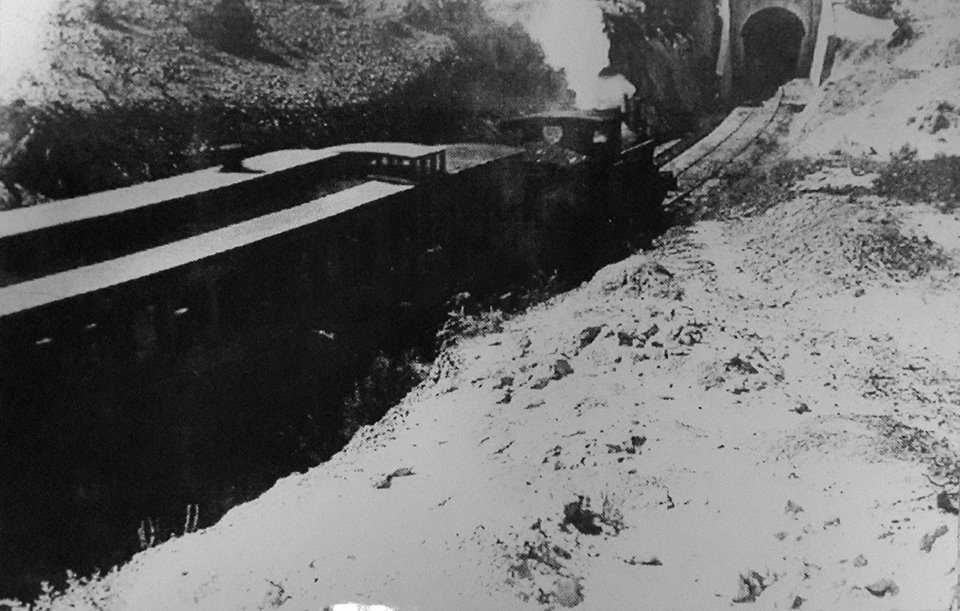
Tren entrando al túnel hacia los años 1940 o 1950.